# 阿卜杜拉蒂夫·本·拉希德·扎亚尼
阿卜杜拉蒂夫·本·拉希德·扎亚尼（英語：Abdullatif bin Rashid Al Zayani，阿拉伯语：‎），是一名巴林工程师及退伍中将。2011年4月1日，担任第五任海湾阿拉伯国家合作委员会秘书长。

## 早期生涯
扎亚尼出生于巴林穆哈拉格，之后毕业于英国桑德赫斯特皇家军事学院，并在苏格兰佩斯进行航天工程学习。1980年，他在美国俄亥俄州道顿的美国空军技术学院获得物流管理硕士学位。1986年，他在美国海军研究生院获得博士学位。1988年，他在堪萨斯州李文渥斯堡领导与指挥训练中心学习，并获得美国陆军授予的荣誉之剑。

## 事业
扎亚尼在巴林国防部门及大学工作。1973年，成为巴林国防军的指挥官，2004年6月2日，他结束了在国防部队的职位。之后担任内政部公共安全司令将军。2010年，他晋升中将军衔。同年6月10日，担任巴林国防部长顾问。此外，他还在阿拉伯海湾大学担任讲师、在马里兰大学巴林分校担任数学和统计学教授、在巴林大学担任定量分析教授。
2011年4月1日，扎亚尼被任命为海湾阿拉伯国家合作委员会委员长。最初巴林政府提名另一名候选人默罕默德·本·易卜拉欣·阿尔·穆塔瓦，但是由于卡塔尔的强烈反对，巴林改为提名扎亚尼担任委员长，以接替离任的阿卜杜拉赫曼·本·哈马德·阿蒂亚。